# Hotel InterContinental Bali
El Hotel Intercontinental Bali es un hotel de cinco estrellas y resort en Jimbaran, en el sur de Bali, Indonesia. Es operado por el grupo de hoteles InterContinental. El hotel tiene vistas a la bahía de Jimbaran. El hotel cuenta con 418 habitaciones y fusiona elementos de la arquitectura tradicional balinesa con la arquitectura moderna occidental. 
Los jardines de Jimbaran sirven mariscos, cocina indonesia e internacional, así como una cena informal junto a la piscina. El KO Japanese Restaurante está especializado en cocina japonesa.